# Argentin férfi vízilabda-válogatott
Az argentin férfi vízilabda-válogatott Argentína nemzeti csapata.

## Világversenyeken való részvételek

### Olimpiai játékok
- 1928 – nyolcaddöntős
- 1952 – csoportkör
- 1960 – csoportkör

### Világbajnokság
- 1973-2013 - Nem jutott ki
- 2015 – 16. hely
- 2023 – 13. hely